# Carville-Pot-de-Fer
Carville-Pot-de-Fer település Franciaországban, Seine-Maritime megyében. Lakosainak száma 103 fő (2022. január 1.). Carville-Pot-de-Fer Anvéville, Harcanville, Héricourt-en-Caux, Oherville, Robertot, Routes és Veauville-lès-Quelles községekkel határos.

## Népesség
A település népességének változása:
| Lakosok száma | 115  | 116  | 114  | 106  | 101  | 100  | 98   | 97   | 103  |
|               | 2013 | 2015 | 2016 | 2017 | 2018 | 2019 | 2020 | 2021 | 2022 |